# Патролне шапе
Патролне шапе (енгл. PAW Patrol) је популарна канадска компјутерски урађена 3Д анимирана серија за децу канала Никелодион.
Биоскопски дугометражни филм, насловљен Патролне шапе: Филм, издат  је 20. августа 2021. године.

## Радња
Чејс, Маршал, Роки, Зума, Рабл и Скај су шест суперкуца које предводи технолошки надарени десетогодишњи дечак Рајдер. Њихов посао је да у Заливу Пустоловина увек влада ред и мир. Од Маршала који је куца ватрогасац до Чејса који је куца полицајац, свака од ових куца уноси јединствену личност и вештине у ову екипу. На тај начин показују важност тимског рада и узорног понашања.

## Ликови

### Главни ликови
- Рајдер има 10 година. Предводи Патролне шапе.
- Маршал је куца ватрогасац.
- Чејс је куца полицајац.
- Рабл је куца грађевинар.
- Зума је куца ронилац.
- Роки је куца која се бави рециклажом.
- Скај је куца која помаже из ваздуха.

### Споредни ликови
- Еверест је куца која помаже на снегу.
- Тракер је куца која помаже у џунгли.
- Робо-пас или Робо-куца је Рајдеров пас робот.
- Капетан Турбот је рибар.
- Градоначелница Гудвеј је градоначелница Залива Пустоловина.
- Чикилета је кокошка, љубимац градоначелнице Гудвеј.
- Франсоа Турбот је брат и помоћник Капетана Турбота.
- Вали је морж, љубимац Капетана Турбота.
- Кејти има 10 година. Води ветеринарску клинику.
- Кели је мачка, Кејтин љубимац.
- Градоначелник Хамдингер је градоначелник Магловитог дна, ривал градоначелнице Гудвеј.
- Маце катастрофа су три мачке градоначелника Хамдингера, ривали Патролних шапа.
- Господин Портер је власник продавнице.
- Алекс Портер је унук господина Портера.
- Фармерка Јуми је власница фарме близу Залива Пустоловина.
- Фармер Ал је фармер, Јумин муж.
- Џејк је власник продавнице ски опреме близу Залива Пустоловина.
- Карлос је истраживач џунгли.

## Емитовање
У Србији, Црној Гори, Босни и Херцеговини и Северној Македонији серија је синхронизована са емитовањем кренула 25. новембра 2013. године на каналу Никелодион. Синхронизацију за све сезоне радио је студио Голд диги нет. Серија је затим, у истим државама емитована и на ТВ Мини, од 20. јуна 2016. године. Прва сезона се у Србији од августа 2018. године емитује и на каналу Пикабу, а од децембра исте године и на каналу РТС 2. Једино ова сезона има ДВД издања - комплетно је изашла на 8 ДВД-ова који су продани у свим горе наведеним државама, као и у Хрватској, Мађарској, Румунији и Словенији јер су ДВД-и садржали и синхронизације цртаног на језицима тих држава. Друга сезона је у горенаведеним државама емитована на Никелодиону, а трећа, четврта и пета на Никелодиону и Ник џуниору. Шеста сезона још увек није емитована. У Босни и Херцеговини синхронизација је 2017. емитована и на каналу РТРС.
| Сезона | Сезона | Сегменти | Епизоде | Епизоде | Оригинално емитовање | Оригинално емитовање |
| Сезона | Сезона | Сегменти | Епизоде | Епизоде | Премијера            | Финале               |
| ------ | ------ | -------- | ------- | ------- | -------------------- | -------------------- |
|        | 1.     | 48       | 26      | 26      | 12. август 2013.     | 18. август 2014.     |
|        | 2.     | 48       | 26      | 26      | 13. август 2014.     | 4. децембар 2015.    |
|        | 3.     | 48       | 26      | 26      | 20. новембар 2015.   | 26. јануар 2017.     |
|        | 4.     | 47       | 26      | 26      | 6. фебруар 2017.     | 8. март 2018.        |
|        | 5.     | 47       | 26      | 26      | 6. фебруар 2018.     | 25. јануар 2019.     |
|        | 6.     | 49       | 26      | 26      | 22. фебруар 2019.    | 13. март 2020.       |
|        | 7.     | 45       | 26      | 26      | 27. март 2020.       | 7. мај 2021.         |
|        | 8.     | 45       | 26      | 26      | 2. април 2021.       | 3. јул 2022.         |
|        | 9.     | TBA      | 26      | 26      | 25. март 2022.       | н. п.                |

## Улоге
| Улога               | Амерички глас | Српски глас                                                                                      |
| ------------------- | --- | ------------------------------------------------------------------------------------------------ |
| Закари Рајдер Млађи | Овен Мејсон (С1-С2) Елијха Хамил (С3) Џексон Мерси (С4-С6) Џои Нијем (С6-С7) Бекет Хипкис (С7-С8) Кај Харис (С8-надаље) | Јадранка Пејановић (С1-С2, С3Е14-С5Е13) Снежана Нешковић (С3Е1-Е13) Марија Стокић (С5Е14-надаље) |
| Чејс Шеперд         | Тристан Самјуел (С1-S2) Макс Калинеску (С3-С4) Џастин Пол Кели (С5-надаље)                                              | Милан Тубић                                                                                      |
| Маршал Далматијан   | Ноа Ашби (С1-С4) Алфи Елиот (С4-надаље)                                                                                 | Јована Чуровић (С1-С6Е13) Јована Цавнић (С6Е14)                                                  |
| Скај Пудл           | Калан Холи (С1-С5) Лили Бартлам (С6-надаље)                                                                             | Ивана Тењовић                                                                                    |
| Роки Грејвел        | Стјуарт Ралстон (С1-С2) Самјуел Фарачи (С3-С7) Џексон Рид (С7-надаље)                                                   | Никола Тодоровић (С1-С7Е24) Вук Гајић (С7Е25-С8)                                                 |
| Рабл Булдог         | Деван Коен (С1-С5) Киган Хедли (С6-С8) Луцијен Данкан-Рајд (С8-надаље)                                                  | Милена Живановић                                                                                 |
| Зума Техије         | Емили Торн (С1-С4) Картер Торн (С4-С5) Шејл Симонс (С6-С8) Џордан Мацерал (С9-надаље)                                   | Владимир Нићифоровић Mateya                                                                      |
| Еверест Сноуб       | Беркли Силверман | Снежана Нешковић                                                                                 |
| Евелин Гудвеј       | Дијан Дегруијтер (С1-С7) Ким Робертс (С7-надаље)                                                                        | Ана Кораћ Милена Моравчевић                                                                      |
| Алекс Портер        | Кристијан Дистефано (С1-С5) Вајат Вајт (С5-С9) Сајмон Вебстер (С9-надаље)                                               | Милан Антонић (С2-надаље) Немања Живковић (С1)                                                   |
| Хорејшио Турбот     | Рон Пардо | Милош Дашић                                                                                      |

## Филмови
- Патролне шапе: Филм (2021)
- Патролне шапе: Моћни (2023)